# Alduino de Ventimiglia

Escudo de armas de la casa de Ventimiglia.

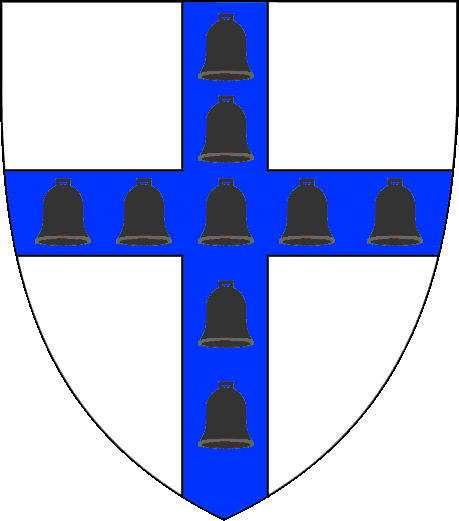
Escudo de armas de la casa Filangeri.

Alduino Ventimiglia (m. 5 de septiembre de 1289) fue hijo de Enrico I de Ventimiglia, conde de Ventimiglia y de Isabella de Geraci, IX condesa de Geraci.

## Títulos
- X conde de Geraci.
- Conde de Izcla mayor y menor.
- Señor de Gratteri.[1]
- Señor de Collesano

## Biografía
Las circunstancias especiales que marcaron su vida hicieron que nunca llegase a ser cabeza de la casa de Ventimiglia. Dedicó su corta vida a la causa de su padre y todas sus acciones quedaron a la sombra del progenitor, sin un personal relieve. Su muerte se produjo en un naufragio, en aguas próximas al cabo Palinuro, cuando regresaba de una acción militar en una flota de galeras de guerra aragonesas, el 5 de septiembre de 1289.
El 10 de marzo de 1281 se encontraba con su padre Enrico I de Ventimiglia, conde de Geraci, y con su tío Oberto, señor de Lusinasco y conde de Ventimiglia en el castillo del Maro, como se desprende de un documento que recoge un tratado entre Oberto y la comunidad de Lusinasco en el que firma Alduino como testigo. Formó parte del ejército del rey Pedro III de Aragón entre 1282 y 1283.
El retorno a Sicilia del primogénito de Enrico, Alduino de Ventimiglia, coincide con el desembarco en la isla de Pedro III de Aragón, después de las denominadas Vísperas Sicilianas, en 1282, que marcaron el final del dominio angevino en la isla de Sicilia.
Más tarde fue elegido por don Pedro III de Aragón para formar parte del grupo de 100 caballeros de honor que le acompañarían al duelo de Bordeaux contra Carlos I de Anjou, siendo citado como conde d’Isola Maggiore. Guillaume-Pedro I de Vintimille y Tenda, conde de Vintimille y familiar muy próximo de Alduino (ambos compartían las mismas armas, pues Guillaume-Pedro I era el cabeza de familia de la rama principal de los Ventimiglia), también fue llamado a participar en el lance caballeresco, pero al lado del soberano francés.
Apoyó también al rey Jaime II, el sucesor de don Pedro III de Aragón. En 1286 fue testigo en el acto de homenaje de Jaime II a su hermano, Alfonso III, en la sucesión a su padre como rey de la corona de Aragón, junto con Manfredo, hijo primogénito del conde Guido Novello y marqués de Saluzzo, futuro fundador de la Casa d'Aragona tras casarse con Beatriz, hija del entonces ya difunto rey Manfredo de Hohenstaufen, el 25 de octubre de 1286. Descendientes de este enlace, más adelante se volverán a cruzar con otros descendientes de la casa Ventimiglia.
También figuró en el acto de renuncia de Beatriz (hija de Manfredo de Hohenstaufen) de sus derechos dinásticos sobre el reino de Sicilia a favor de Jaime II.
En 1289 el rey Carlos de Anjou declara desde Nápoles la guerra a su rival, Jaime, establecido como rey de Sicilia por su padre, Pedro de Aragón, pero por interposición del rey de Inglaterra se acordó una tregua, que sorprendió al conde Alduino al inicio del asedio naval a Gaeta. El 29 de agosto de 1289 se firmó la tregua de paz entre Carlos de Nápoles y Jaime de Aragón, retirándose la armada que bloqueaba Gaeta. A los pocos días se retiraron cada uno hacía sus respectivos orígenes, Carlos hacia Nápoles y Jaime hacia Messina, pero en el viaje de vuelta, en las proximidades del cabo Palinuro, les azotó una terrible tormenta con especial insistencia sobre el flanco de la escuadra que comandaba el conde, perdiéndose muchas galeras, al menos 16, que eran comandadas por Alduino, conde de Geraci. Esto sucedió el día 5 de septiembre de 1289.  in amissione triremium regis Iacobi iuxta Palinurum pereunti.

## Matrimonio y descendencia
Casó con Giacoma Filangeri, con descendencia:
- Macalda, que casó con Ruffo Rossi.
- Francesco I de Ventimiglia, XI conde de Geraci, que sigue.
- Bellina, de abultada historia posterior. Estuvo pretendida por  Pietro Ferrandi de Vergua/Pedro Fernández de Bergua (o Verga), relación a la que se opusieron tanto su hermano como el rey Federico, aunque finalmente se casó con él, impulsada por su madre Giacoma.[15]

## Línea de sucesión en el  condado de Geraci
| Predecesor: Isabella de Geraci | X conde de Geraci ? - 1289 | Sucesor: Francesco I de Ventimiglia |